# Лицар, Смерть і Диявол

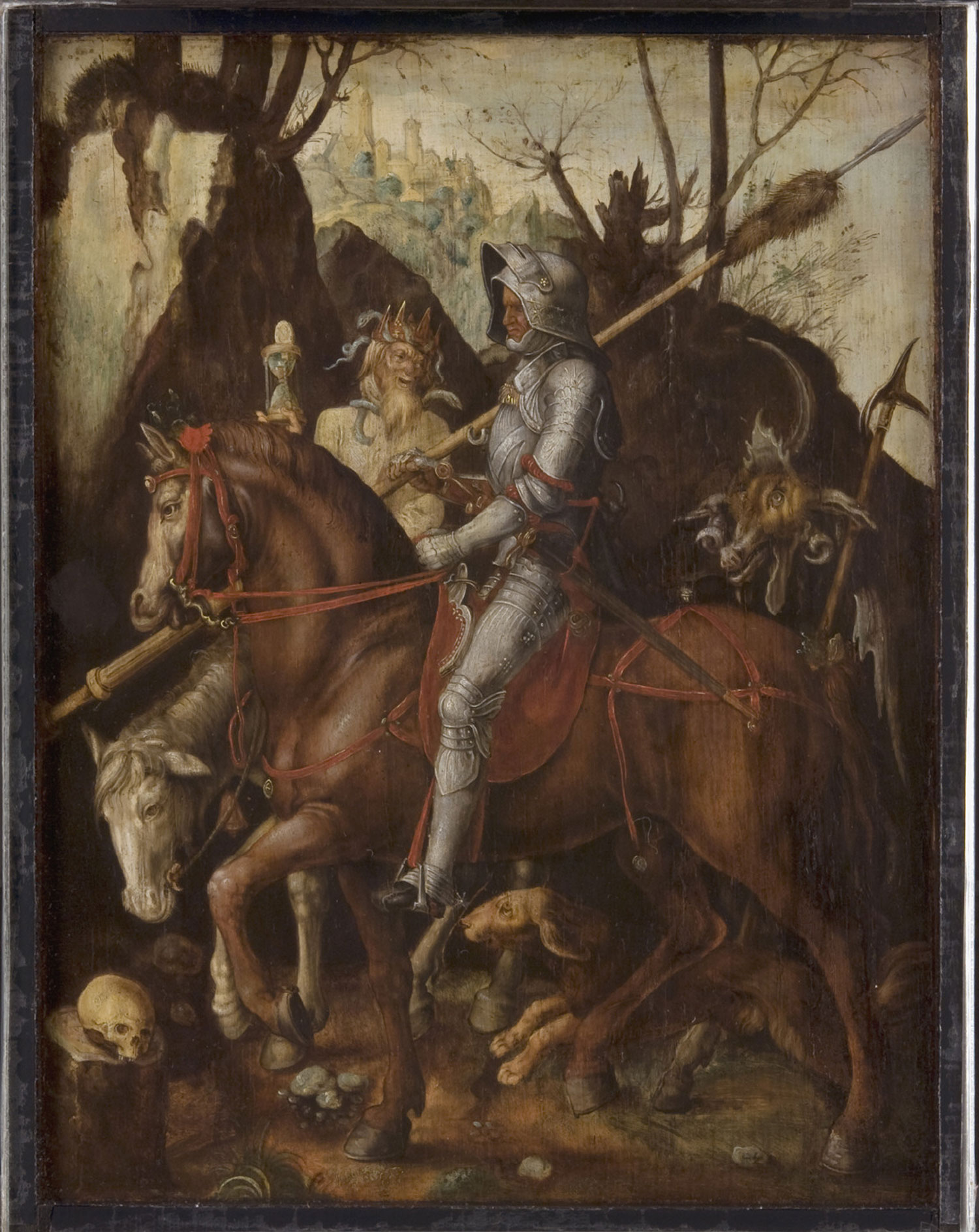

Лицар, смерть і диявол (нім. Ritter, Tod und Teufel) — велика мідна гравюра Альбрехта Дюрера, одна з трьох так званих майстерних гравюр (нім. Meisterstiche). Створено 1513 року. Можливо створено під впливом трактату Еразма Роттердамського «Керівництво християнського вояка» (1504 рік) або відображає сутність Псалму 23: «Хоч я йду долиною тіней смерті, не злякаюсь зла». Образи просякнуто складною іконографією та символікою, про точний сенс якої сперечаються до тепер.

## Опис
Створено у готичному стилі. Багато форм змішуються одна з одною. Лицар-християнин у супроводі своєї собаки їде вузькою гірською ущелиною. Поруч з ним слідують чорт з козячою головою та свинячим рилом та фігура смерті ліворуч, що їде на блідому коні та тримає пісочний годинник. Вона зображена як бородата, хвора людина зі зміїним волоссям, без носа і губ. Череп видно на нижньому передньому плані, прямо на шляху лицаря, а собака біжить між двома конями. Смерть, диявол і ландшафт відображено в похмурій манері Північного Відродження.
Вершник рухається не дивлячись на істот, що ховаються навколо нього, і, здається, майже зневажливо ставиться до загроз. Лицар і його кінь оточені заплутаною масою гілок, упряжів та волосся.
Цікавою є тонка анатомічна деталізацію тіла коня, що характерно для художників Відродження, які цікавились природничими науками та анатомією. Дюрер зобразив коня згідно за каноном пропорцій, розробленим Леонардо да Вінчі.

## Сенс зображень
Лицарські обладунки, кінь, листя дуба та фортеця на вершині гори є символом стійкості віри. Разом з тим може представляти земну подорож християн до Царства Небесного. Лицар демонструє презирство до небезпеки і сумнівів, що часто розглядалося як символ честі і мужності. За іншою версією — лицар є алегорією активного життя; він здійснює звитяги в боротьбі зі смертю. Годинник в руках смерті свідчить про плинність часу. Собака, що супроводжує лицаря, асоціюється з вірністю. У нижній правій частині гравюра примітна ящірка, пов'язана із завзяттям до Бога.
Австрійський історик мистецтв XIX століття Моріц Таузінг припустив, що Дюрер створив цю гравюру як частину циклу чотирьох робіт, кожен з яких мав ілюструвати один із чотирьох темпераментів. За словами Таузінга, робота мала бути представлена сангвінічністю, звідси відбиток нанеї літери «S».
Інше тлумачення було представлено в 1970 році письменником Стен Карлінг, а пізніше Урсулою Мейєр, відповідно до якого Дюрер не прагне прославити лицаря, а натомість зображує лицаря-розбійника. На це вказують відсутність християнської чи релігійної символіки та на лисицький хвіст прихований у лицаря. Хвіст лисиці був символом жадібності, хитрості та зради, а також хтивості та нахабства. Разом з тим хвіст був поширеною формою захисного оберега.
Також з огляду на праці Дюрера дослідники прийшли до висновку, що він захоплювався лідером протестантів Мартином Лютером. Тому висувається гіпотеза, що ця гравюра призначалася саме Лютеру, якого зображено в алегорійній формі.

## Оцінка
Згадується Джорджо Вазарі як один із декількох аркушів такої досконалості, що нічого кращого неможливо досягти.

## Вплив
Гравюра часто копіювалася і мала великий вплив на пізніших німецьких письменників. Філософ Фрідріх Ніцше посилався на неї у своїй праці з драматичної теорії «Народження трагедії» (1872 рік), щоб продемонструвати песимізм, в той час як пізніше це було ідеалізоване нацистами як представництво расово чистого арійця, а іноді його використовували у своїх пропагандистських образах.